# Городское поселение посёлок Хомутовка
Городское поселение посёлок Хомуто́вка — муниципальное образование в Хомутовском районе Курской области Российской Федерации.
Административный центр — рабочий посёлок Хомутовка.

## История
Городское поселение посёлок Хомутовка образовано Законом Курской области от 21 октября 2004 года № 48-ЗКО «О муниципальных образованиях Курской области».

## Население
| 2009  | 2010  | 2011  | 2012  | 2013  | 2014  | 2015  |
| ----- | ----- | ----- | ----- | ----- | ----- | ----- |
| 4516  | ↘4254 | ↘4222 | ↘4137 | ↘4017 | ↘3912 | ↘3743 |
| 2016  | 2017  | 2018  | 2019  | 2020  | 2021  |       |
| ↘3641 | ↘3587 | ↘3544 | ↘3483 | ↘3422 | ↗3754 |       |

## Состав городского поселения
| № | Населённый пункт | Тип населённого пункта                  | Население |
| - | ---------------- | --------------------------------------- | --------- |
| 1 | Елизаветинский   | хутор                                   | ↘4        |
| 2 | Хомутовка        | рабочий посёлок, административный центр | ↗3750     |